# José Vicente Nácher Tatay
José Vicente Nácher Tatay CM (ur. 10 kwietnia 1964 w Walencji) – hiszpański duchowny rzymskokatolicki, członek Zgromadzenia Księży Misjonarzy, arcybiskup metropolita Tegucigalpy od 2023.

## Życiorys

### Prezbiterat
26 października 1991 otrzymał święcenia kapłańskie w zgromadzeniu Księży Misjonarzy. Pracował jako proboszcz zakonnych parafii w San Pedro Sula (2000–2005 oraz 2016–2023) oraz w Puerto Lempira (2006–2016). Od 2016 był też przełożonym regionu zakonnego.

### Episkopat
26 stycznia 2023 papież Franciszek mianował go arcybiskupem metropolitą archidiecezji Tegucigalpa. Sakry udzielił mu 25 marca 2023 kardynał Óscar Andrés Rodríguez Maradiaga.